# Різдвяна віньєтка

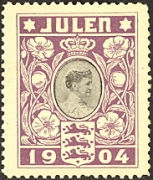
На данській різдвяній віньєтці 1904 року зображено королеву Луїзу

Різдвяні віньєтки — етикетки, що наклеюються на поштові відправлення під час Різдва з метою збирання коштів та підвищення обізнаності про благодійні програми. Вони стали асоціюватися насамперед із захворюваннями легень, такими як туберкульоз, та з дитячою благодійністю. Різдвяні віньєтки належать до непоштових марок на відміну від різдвяних марок, що використовуються для оплати поштового збору.

## Історія

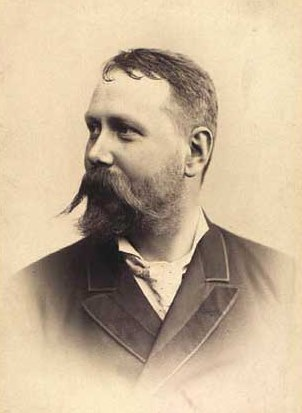
Ейнар Голбелл (бл. 1900)

На початку 1900-х років туберкульоз був дуже небезпечним захворюванням, і його шкідливий вплив на дітей здавався особливо жорстоким. 1904 року данський поштовий службовець Ейнар Голбелл (дан. Einar Holbøll) придумав ідею наклеювати додаткову благодійну марку на привітання, надіслані поштою під час Різдва. Зібрані гроші могли використовуватися для надання допомоги дітям, хворим на туберкульоз. План схвалили поштмейстер Данії, а також данський король Кристіан ІХ.
1904 року випущено першу в світі різдвяну віньєтку із зображенням данської королеви (Луїзи Гессен-Кассельської) та написом «Julen» («Різдво»). У перший рік продано понад 4 млн віньєток за ціною 0,02 данської крони за одну віньєтку.

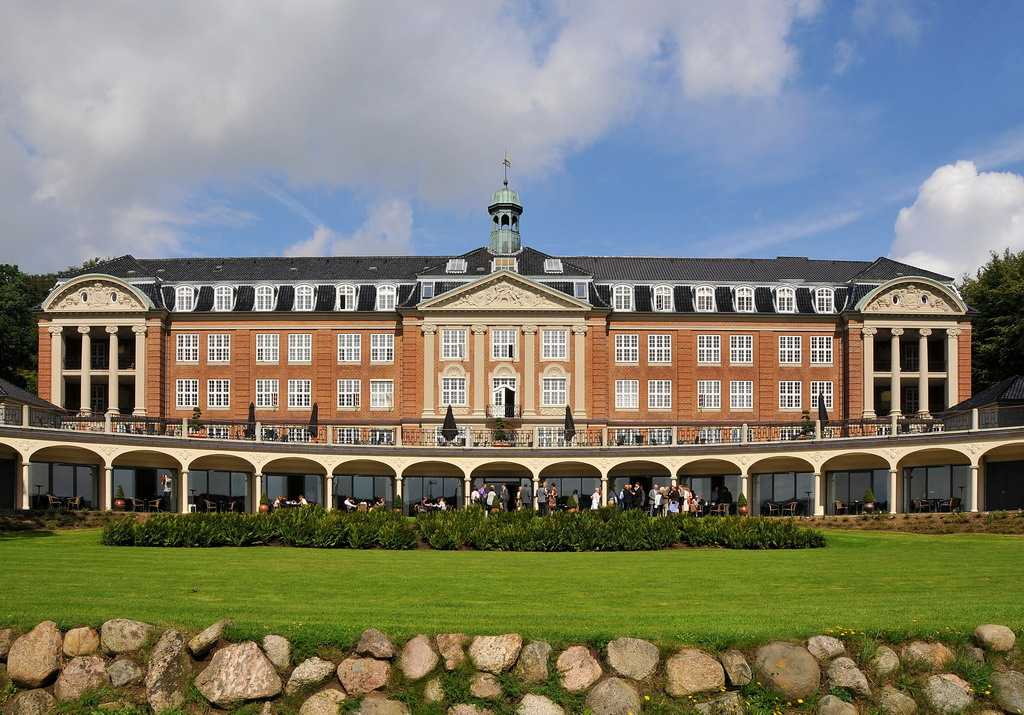
Перший данський санаторій у Коллінгу, побудований на кошти від продажу різдвяних віньєток, нині готель Коллінгфіорд

Протягом перших шести років зібрано достатньо коштів для будівництва санаторію «Різдвяна віньєтка» (Christmas Seal Sanatorium) у Коллінгу, який відкрито 1911 року. Того ж року санаторій передано адміністрації Данської національної асоціації боротьби з туберкульозом, оскільки вважали марною витратою ресурсів, щоб дві організації працювали для досягнення однієї мети. Данський комітет різдвяних віньєток, нині відомий як Фонд різдвяних віньєток, вирішив тоді спрямовувати всі зібрані в майбутньому кошти на будівництво та експлуатацію дитячих реабілітаційних центрів.

## Різдвяні віньєтки в Європі
Невдовзі після випуску Данією першої різдвяної віньєтки її наслідували Швеція та Ісландія. Потім віньєтки поширилися по всій Скандинавії і в кожній великій країні Європи, і залишаються популярними донині. Різдвяні віньєтки випускали сотні різних громад на національному та місцевому рівнях в Азії, Африці, Північній та Південній Америці, Австралії. Відтоді більшість віньєток проти туберкульозу випускалися на Різдво і містили міжнародний символ боротьби з туберкульозом — лотаринзький хрест із двома перекладинами.

## Різдвяні віньєтки в США

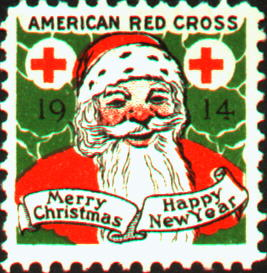
Різдвяна віньєтка США (1914)

Різдвяні віньєтки з'явилися в США завдяки Емілі Бісселл 1907 року, після того як вона прочитала про данську різдвяну віньєтку 1904 року в статті данського уродженця Якоба Ріїса, викривального журналіста та фотографа. Бісселл сподівався зібрати гроші для санаторію на річці Брендівайн-Крік у штаті Делавер. Він продовжив розробляти місцеву різдвяну віньєтку штату Делавер 1908 року. Місцеві різдвяні віньєтки існували поряд із національними випусками США від 1907 року, їх каталогізує Товариство колекціонерів різдвяних віньєток та благодійних марок.
До 1908 року ідея Бісселла перетворилася на національну програму, адміністровану Національною асоціацією з вивчення та профілактики туберкульозу (англ. NASPT) та Американським національним Червоним Хрестом. Віньєтки продавали у вестибюлях поштових відділень, спочатку в штаті Делавер по 1 центу кожна. Чистий виторг від продажів ділили порівну між цими двома організаціями. До 1920 року Червоний Хрест вийшов із угоди, і продаж проводила виключно NASPT, відома тоді як Національна асоціація з туберкульозу (NTA). Випробувано різні рекламні схеми: 1954 року містечко Саранак-Лейк (штат Нью-Йорк) (Санаторий «Адірондак Коттедж»), виграло загальнонаціональний конкурс із продажу різдвяних віньєток, в нагороду за виграш там відбулася світова прем'єра фільму Пола Ньюмана «Срібна чаша»; акторський склад фільму брав участь у параді на міському щорічному зимовому карнавалі.

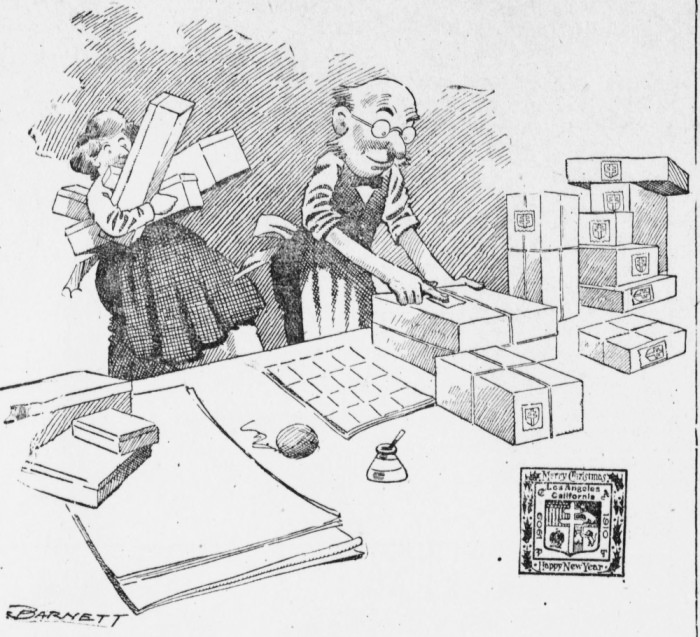
Газетна карикатура про те, як чоловік наклеює на паковання різдвяні віньєтки, а жінка приносить більше подарунків. У нижньому правому кутку розміщено факсимільне зображення віньєтки з Лос-Анджелеса (штат Каліфорнія). Оригінальний заголовок: «Допоможи боротися з туберкульозом»

Після Другої світової війни з розробкою антибіотика стрептоміцин уберкульозс тав виліковним захворюванням, хоча пройшли десятиліття, перш ніж його змогли вважати переможеним у розвинених країнах. Щоб відбити зростання масштабу цілей організації, наприкінці 1960-х років назву змінили на Національну асоціацію з туберкульозу та респіраторних захворювань (National Tuberculosis and Respiratory Disease Association, NTRDA). 1973 року організація стала Американською асоціацією пульмонологів, хоча на полі аркуша віньєток 1974 року залишався напис «NTRDA».
Різдвяну пісню «Омела та падуб» (1957) обрано основною піснею для заклику про різдвяні віньєтки 1960 року.
Нині різдвяні віньєтки допомагають роботі Американській асоціації пульмонологів та вирішенню інших проблем, пов'язаних із легенями. Туберкульоз, як і раніше, є одним з найпоширеніших інфекційних захворювань у світі.
1987 року Американська асоціація пульмонологів придбала товарний знак на термін «Різдвяні віньєтки», щоб захистити своє право бути єдиною національною асоціацією зі збору коштів у США, яка їх випускає. Звичайно, цей товарний знак не застосовують до різдвяних віньєток, випущених за межами США, або до місцевих і регіональних різдвяних віньєток, які використовують у США багато організацій від 1907 року, коли Кенсінгтонський диспансер у Філадельфії (штат Пенсільванія) випустив свою власну різдвяну віньєтку.

## Різдвяні віньєтки в Канаді
До 1908 року ця кампанія досягла Канади. Зацікавлені особи в Торонто та Гамільтоні (Онтаріо) розпочали випуску різдвяних віньєток, щоб побудувати та підтримати санаторії, як тоді називали туберкульозними лікарнями.
Газета Торонто Глоб негайно прийшла їм на допомогу. На початку грудня «Торонто Глоб» почала публікувати на першій шпальті щоденну колонку, повідомляючи новини про цю кампанію. Колонка була обведена рамкою з падуба, щоб читачі могли її легко помітити.
В одній історії розповідалося, як діти із 58 шкіл Торонто продали 10 тисяч різдвяних віньєток. В іншому випуску було оголошено, що в Реджайні (Саскачеван), інша газета, Реджайна Лідер написала, що її співробітники продадуть віньєтки і направлять гроші на будівництво санаторію в Маскоці .
Преподобний Г. А. Мур зі Сент-Джона (Нью-Брансвік) написав, що він та інші добровольці продадуть 8,5 тисяч віньєток і відправлять гроші в Торонто для санаторію.
У той перший рік кампанія Торонто принесла 6114,25 доларів, а жителі Гамільтона пожертвували 1244,40 доларів. Рік за роком інші міста по всій Канаді намагалися провести кампанію з продажу різдвяних віньєток як засіб не тільки для збирання грошей, а й для усвідомлення того, що з туберкульозом можна боротися.
Нарешті, 1927 року вирішено, що кампанія з продажу різдвяних віньєток має стати офіційним способом звернення туберкульозних асоціацій до громадськості по гроші: введено загальнонаціональну віньєтку.
Кампанії з продажу різдвяних віньєток відіграли важливу роль у охороні здоров'я. Спочатку зібрані кошти використовували для будівництва украй необхідних нових санаторіїв. Коли вони були побудовані, кошти від реалізації різдвяних віньєток прямували на профілактику туберкульозу. Віньєтками оплачено рентгенівські знімки грудної клітки та туберкулінові тести мільйонів канадців. Завдяки цьому тисячі випадків захворювання на туберкульоз виявлено до того, як хвороба поширилася на інших людей.
Різдвяні віньєтки Канадської асоціації пульмонологів продовжують символізувати масову підтримку з боку канадців, яка допомогла перемогти в боротьбі з туберкульозом.

## Інші різдвяні віньєтки
У світі існує близько ста різних асоціацій пульмонологів, що випускають різдвяні віньєтки. Багато різних країн випускають власні різдвяні віньєтки, роблять це й міста, штати і території. Каталог Гріна, настільна книга колекціонерів різдвяних віньєток у США та в усьому світі, розрізняє загальнонаціональні та місцеві різдвяні віньєтки. Багато товариств, що випускають протитуберкульозні віньєтки, є членами Міжнародного союзу з боротьби з туберкульозом та хворобами легень, який проводить конкурс на найкращий дизайн різдвяних віньєток серед своїх членів під час щорічної Всесвітньої конференції зі здоров'я легень.
Між 1937 та 1943 роками данська нацистська партія (дан. DNSAP) випустила різні віньєтки із зображенням нацистської свастики. Ці рідкісні віньєтки містять різдвяні теми, такі як падуб, але не мають жодного відомого зв'язку з боротьбою з туберкульозом, тому їх не включено до каталогу Гріна.
На Різдво та на різдвяні теми випускали багато інших благодійних віньєток релігійні організації, громадські та братерські товариства, патріотичні організації, жіночі клуби тощо, але, оскільки їх випускали не для боротьби з туберкульозом, то на них немає лотаринзького хреста, міжнародного символу боротьби з туберкульозом, запропонованого 1902 року на Міжнародній конференції з туберкульозу в Берліні (Німеччина), і, строго кажучи, їх не вважають різдвяними віньєтками.